# Heta Häyry
Heta Häyry is een Fins hoogleraar filosofie aan de faculteit toegepaste filosofie van de Universiteit van Helsinki.
Häyry houdt zich voornamelijk bezig met ethiek, bijvoorbeeld in verband met euthanasie, en bio-ethiek. In 1993 was hij een van de schrijvers die een essay (genaamd Who's Like Us?) schreven voor het boek Great Ape Project, waarmee het gelijknamige project van start ging. Daarin komt hij op voor rechten die mensapen vanuit een ethische invalshoek behoren te krijgen.